# خورخي إيفان إسترادا
خورخي إيفان إسترادا (بالإسبانية: Iván Estrada)‏ هو لاعب كرة قدم مكسيكي، ولد في 16 نوفمبر 1983 في كولياكان في المكسيك. شارك مع منتخب المكسيك لكرة القدم. أما مع النوادي، فقد لعب مع تايجرز أونال وتيبورونيس روخوس دي فيراكروز وسانتوس لاغونا ونادي باتشوكا ونادي برشلونة.

## مسيرته الكروية
لعب خورخي إيفان إسترادا خلال مسيرته الاحترافية مع 5 أندية في ستة عشر موسمًا وسجل خلالها 6 أهداف ضمن 320 مباراة. حيث فاز في موسم واحد بالكأس وفي خمسة مواسم بالدوري.
خاض خورخي إيفان إسترادا مسيرته مع دورادوس سينالوا في موسم 2004–05 ولمدة موسمين، مشاركًا في 55 مباراة ولم يسجل أي هدف. ثم انتقل إلى نادي سانتوس لاغونا في موسم 2006–07 ليلعب معه سبعة مواسم، حيث شارك في 202 مباراة سجل خلالها 6 أهداف. لينتقل بعدها إلى نادي تايجرز أونال في موسم 2013–14 ليلعب معه خمسة مواسم، مشاركًا في 40 مباراة ولم يسجل أي هدف.

## وصلات خارجية
- خورخي إيفان إسترادا على موقع قاعدة بيانات كرة القدم.إي يو (الإنجليزية)
- خورخي إيفان إسترادا على موقع ناشيونال فوتبول تيمز (الإنجليزية)
- خورخي إيفان إسترادا على موقع Soccerway.com (الإنجليزية)
- خورخي إيفان إسترادا على موقع AS.com (الإسبانية)